# Rough and Tough and Dangerous - The Singles 94/98
Rough and Tough and Dangerous - The Singles 94/98 je první kompilační album německé hudební skupiny Scooter. Skládá se z dvou CD. Bylo vydáno roku 1998, na prvním CD je 16 skladeb a na druhém 13. První CD je sbírka všech singlů, které do té doby skupina vydala.

## Seznam skladeb

### CD1
1. "Hyper Hyper" - 3:37
2. "Move Your Ass!" - 3:55
3. "Friends" - 4:40
4. "Endless Summer" - 5:14
5. "Back in the UK" - 3:25
6. "Let Me Be Your Valentine" - 3:47
7. "Rebel Yell" - 3:42
8. "I'm Raving" - 3:36
9. "Break It Up" - 3:38
10. "Fire" - 3:31
11. "The Age Of Love" - 3:50
12. "No Fate" - 3:38
13. "Fire (live)" - 5:02
14. "Rebel Yell (live)" - 5:10
15. "Break it Up (live)" - 3:17
16. "The Age Of Love (live)„ - 5:18

### CD2
1. “Vallée De Larmes (Re-Incarnation By The Loop! Version)" - 4:37
2. "Rhapsody In E" - 6:08
3. "Move Your Ass (Ultra Sonic remix)" - 4:30
4. "Friends (Ramon Zenker Club Mix)" - 5:32
5. "Across The Sky" - 5:44
6. "Endless Summer (Datura Remix)" - 4:54
7. "Back In Time" - 7:04
8. "Unity Without Words Part II" - 5:28
9. "Euphoria" - 3:58
10. "Let Me Be Your Valentine (Commander Tom Remix)" - 8:04
11. "B-Site" - 5:35
12. "I'm Raving (Toucher Mix)" - 8:09
13. "Fire (D.O.N.S. Burn Rubber Remix)" - 6:30